# Midrash
Midrash, hebreiska מדרש, är en exegetisk utläggning som förklarar ett avsnitt ur Torah. Midrash anses ha stort religions- och kulturhistoriskt värde. 
De äldsta midrash författades på 200-talet e.Kr. men innehöll till stor del äldre stoff ur den muntliga skriftlärda traditionen. Midrash behandlar dels de bibliska böckerna vers för vers, dels valda texter. Utläggningen rör sig i praktiska banor och härleder ur skriftordet regler för tro och liv under åberopande av de stora skriftlärde auktoriteterna (den s.k. halaka). Midrash samlar också det s.k. haggada-stoffet, sagor, legender, anekdoter, liknelser, fabler, som bildat sig omkring de bibliska personerna och händelserna. 

## Historik
Midrasch (hebreiska, (plur. midraschim; forskning, utläggning) är ett slags till rabbinska litteraturen hörande, fri och ofta allegorisk förklaring av den gammaltestamentliga texten, bestående i dennas homiletiska bearbetning jämte inflickade berättelser, sagor och liknelser. Midraschim är skrivna på en hebreiska, som är starkt uppblandad med arabiska, persiska, latinska och (särskilt) grekiska ord. De har, i likhet med haggada väl en didaktisk-uppbygglig, men inte någon legislativ betydelse för judarnas religiösa liv. Det finns 40–50 större och mindre midraschsamlingar, som kommit till stånd emellan 3:e och 14:e årh. e.Kr. Bland dem förtjänar följande att framhållas.
- Mechilta ("mått", "form") avhandlar 2:a Mos.
- Sifra ("boken") 3:e Mos.
- Sifre ("böckerna") 4:e och 5:e Mos.
- Tanchuma (författad av R. Tanchum ben Abba på 300-talet; äldsta uppl. 1520–22) omfattar alla fem Moseböckerna,
- Rabboth (den mest kommenterade; äldsta upplagan 1512–20) såväl de fem Moseböckerna som Salomos predikare,
- Ruts bok, Esters bok, Jeremias klagovisor och Höga visan
- Två midrasch-samlingar (utg. 1868, 1880) benämns Pessikta ("avdelning"). De innehåller betraktelser över årets viktigaste sabbater, och en tredje, även kallad Lekach tob (1546), sträcker sig över samma område som ovannämnda Rabboth. Omfångsrikast av alla är Jalkut Schimoni (författad av en predikant Simon från Frankfurt a. M., på 1200- eller 1300-talet, 1521–27), en utläggning av Gamla Testamentets samtliga böcker, som utgör en outtömlig haggadisk uppslagsbok för judiska edikanter.[1]